# Wulf-Dieter Geyer

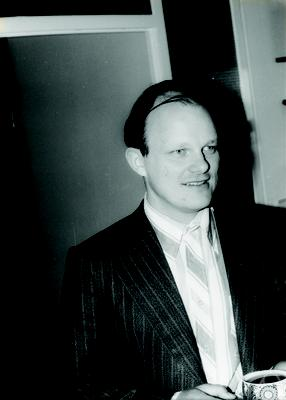
Wulf-Dieter Geyer

Wulf-Dieter Geyer (* 14. März 1939 in Berlin; † 10. November 2019 in Erlangen) war ein deutscher Mathematiker. Schwerpunkt seiner wissenschaftlichen Arbeit waren die Algebraische Geometrie und die Algebraische Zahlentheorie. Er war Vorstand am Mathematischen Institut der Universität Erlangen-Nürnberg.
Geyer studierte ab 1957 an den Universitäten in Berlin und Tübingen Mathematik und Physik. 1964 erwarb er sein Diplom in Mathematik in Tübingen und war dort Assistent. 1968 wurde er in Tübingen bei Peter Roquette promoviert (Unendliche algebraische Zahlkörper, über denen jede Gleichung auflösbar von beschränkter Stufe ist). Im Anschluss arbeitete er bis 1972 als wissenschaftlicher Assistent in Heidelberg. Eine Gastprofessur 1968/69 führte ihn nach Kanada (Kingston). Schließlich folgte er im Februar 1972 einem Ruf an die Universität Erlangen-Nürnberg.
Er befasste sich vor allem mit algebraischer Geometrie und algebraischer Zahlentheorie.
Seit 1994 war er ordentliches Mitglied der Bayerischen Akademie der Wissenschaften.